# アルド・ファン・アイク
アルド・ファン・アイク（Aldo Van Eyck、1918年3月16日 - 1999年1月14日）は、オランダ人建築家、都市計画家、建築思想家。詩人ロベルト・ファン・アイクは兄。ズーテルメールに自身の名がついたアルド・ファン・アイク公園がある。
1953年の第9回近代建築国際会議 (CIAM) において結成された、アリソン＆ピーター・スミッソン夫妻を中心とした若い世代の建築家グループ、チーム・Xの一員。雑誌「フォーラム」の編集員をつとめ、槇文彦との深い交流が知られている。オッテルロー・サークルやオランダ構造主義を提示した。建築や都市を要求される機能に従って機械的に構成した（ル・コルビュジエらによる）CIAMを乗り越え、変化や成長のプロセスを許容しうるダイナミックな構造を模索、プエブロ・インディアンの集落などを範例に基本と成る構成単位を設定し、それを積み重ねることで複合的かつ秩序だった全体性をつくり出そうとした。

## 代表作
アムステルダムの孤児院「子供の家」（1960年）は、現在もオフィスとして使い続けられており、DOCOMOMOにも選定されている。
この他に、ナーヘレの小学校（1956年）、ハーグのカトリック教会、クレラー・ミュラー美術館彫刻パビリオン（2006年）、アムステルダムの中心に位置する「母の家」（1978年）などがある。

## 経歴
生後まもなく1919年に家族でイギリスに渡り、地元の学校で、1932年から1935年にサマセット州で中等学校を終えた後、1935年と1938年にはハーグですごし、その後スイス連邦工科大学チューリッヒ校に進学、1942年に同校を卒業ししばらく現地に滞在、この時期多くの前衛的な芸術家のサークルに入り、建築史家ジークフリード・ギーディオンの妻カローラ・ギーディオン・ヴェルカーらと交流を持つ。1944年に設計活動を開始。しばらくは室内改装や展示計画などをおもな仕事としていた。
1946年から1950年までアムステルダム市の都市開発部の一員として働いていた。彼はすでにフランスの文化人類学、文化進化論に影響されており、彼の姿勢は当時のオランダの建築家達のなかでも独特な路線を進んでいた。
彼は人間の自発性や都市の迷宮性、時間の観念に着目して、都市空間にもアプローチした。総合的な都市の全体像を見せるよりも、都市の部分の変化の積み重ねによって全体的な変化をもたらそうとする傾向がある。そのためか、建築や街区そのものをまるっきり新しく作り変えたり、視覚的に芸術的な統一感を実現したりすることには興味を持っていなかった。日常空間へ、抽象的なオブジェや遊具などの設置し、最小限の干渉が都市環境や人間の行動様式に最大限に作用する状況、仕掛けを作ることに興味を持っている。こうして、アムステルダムの町中に700 近くの「スペールプラーツ（子供の遊び場）」計画（1947年から開始、1954年まで）を担当。同時に都市計画部が設計する集合住宅の中庭と多くの公園を設計している。市役所を退職した後も反対がありながらも、アムステルダム市の公共事業局都市計画部は彼に委託しつづける。
それに続いてデ・アフトに参加し、ナーヘレの都市マスタープラン策定（1947年から1954年）に携わる。同時期の1949年にアムステルダム市立美術館、1951年にリエージュで開催されたCobra展や、ミラノ・トリエンナーレ（1951年）の展示計画に関わる。
1951年にはヘリット・リートフェルトと建築設計を協働し、このころにエンスヘデにあるアカデミー･オブ･アート･アンド･インダストリーで美術史を担当。後にヘリット・リートフェルト・アカデミーになる応用美術学校で内装設計を教鞭している。
1954年から1959年にアムステルダム建築アカデミーで、1966年から1984年までデルフト工科大学で教鞭をとる。その間の1960年には集落調査のためにアフリカ（ドゴン族の集落）に赴くほか、「子供、都市、アーティスト」をペンシルベニア大学で発表。
1959年から1963年までと1967年に建築雑誌フォーラムの編集者。
1996年/1997年、ウルフ賞芸術部門建築賞受賞。1990年、RIBAゴールドメダルを受賞。